# Aaron Paul Davis
Aaron Paul Davis  (1965) es un botánico inglés. Desarrolló su labor en Kew Gardens.
Ha trabajado extensamente en los géneros Coffea L., y en Galanthus L..

## Algunas publicaciones

### Libros
- s.h. Sohmer, aaron p. Davis. 2007. The Genus Psychotria (Rubiaceae) in the Philippine Archipelago. Sida 27, bot. miscellany, ISSN 0883-1475 247 pp. ISBN 1889878154, ISBN 9781889878157

- matt Bishop, aaron p. Davis, john Grimshaw. 2001. Snowdrops: A Monograph of Cultivated Galanthus Ed. il. revisada de Griffin Press, 361 pp. ISBN 0954191609, ISBN 9780954191603

- 1999a. The Genus Galanthus. Ed. Workman Pub Co. 297 pp. ISBN 0-88192-431-8

- 1999b. CITES Bulb Checklist for the Genera: Cyclamen, Galanthus and Sternbergia. Ed. Royal Botanic Gardens. 132 pp. ISBN 1-900347-39-3

- La abreviatura «A.P.Davis» se emplea para indicar a Aaron Paul Davis como autoridad en la descripción y clasificación científica de los vegetales.[2]